# Cananea
Cananea, oficialmente Heroica Ciudad de Cananea, es una ciudad minera mexicana localizada al norte del estado de Sonora en la zona de la Sierra Madre Occidental. La ciudad es la cabecera y la localidad más habitada del municipio de Cananea. Según datos del Instituto Nacional de Estadística y Geografía (INEGI) realizado en 2020, Cananea tiene un total de 38,113 habitantes.
Fue fundada oficialmente en el siglo XVII cuando las autoridades españolas de la época tomaron el poder sobre la ranchería que era y en la que habitaban nativos pimas, agregándole la categoría de mineral en el año de 1760 por el descubrimiento de yacimientos de minerales.
Se encuentra a 297 kilómetros de la capital del estado Hermosillo, a 146 kilómetros de la frontera con Estados Unidos de América en Heroica Nogales, a  550 kilómetros de Ciudad Obregón, a 409 kilómetros de la ciudad portuaria de Puerto Peñasco, a 432 kilómetros de la ciudad portuaria de Heroica Guaymas y a 2031 kilómetros de la capital del país la Ciudad de México.
Esta ciudad es bien conocida por la riqueza de cobre que tienen sus minas, el cual es el mineral más explotado, motivo por el cual es conocida como "La ciudad del cobre". Cananea ha tenido compañías mineras para la extracción y beneficio del cobre y otros minerales a través de los años. La Compañía Minera de Cananea, ha tenido diversos nombres en los diferentes tiempos tales como "Buenavista del cobre", "Minera María" y otras. Cananea constituye el centro minero más importante del país. La industria maquiladora también está presente con compañías como "Standex Electronics" "Stewart Connectors System" y "CsCables".

## Historia

### Orígenes
Los orígenes de la ciudad se remontan al siglo XVII cuando el territorio era ocupado por indios pimas, siendo una simple ranchería. El padre Eusebio Kino recorrería la zona en ese entonces, describiéndola como un simple y tranquilo asentamiento Pima merodeado por apaches. Los primeros registros de extracción de mineral se remontan a la colonización española, en 1765 se busca establecer un Real de Minas sin embargo las etnias del lugar lo impidieron, sobre todo los peligrosos apaches. Para 1820, José Pérez de Arizpe asentaría la primera mina importante en el territorio, sin embargo los Apaches acabarían con ella.
Después de varios intentos fallidos, para mediados del siglo XIX Cananea por fin lograría obtener la categoría de Real de Minas tomando importancia en el desarrollo económico del estado de Sonora, todo esto gracias a la venta de yacimientos en 1865 al Gral. Pesqueira. El en ese entonces gobernador de Sonora se encargaría de los Apaches estableciendo el fuerte de San Pedro donde colocaría un gran número de soldados para cuidar su propiedad. Pesqueira ordenó traer maquinaria para la explotación al Reino Unido, una vez que dispuso de ella se dedicó a extraer mineral por alrededor de 20 años hasta su muerte el 4 de enero de 1884, cuando dejó abandonados sus terrenos. Más tarde llegaría gente como George Kitt que invirtieron en Cananea, mas no tuvieron mucho éxito.
En 1899, se formaría la primera Compañía Minera de Cananea, bajo propiedad del Lic. Hilario Santiago Gabilondo. En este entonces la compañía estaría formada por las minas "Juárez", "Que Esperanzas", "La Quintera", "Elenita" y "Alfredeña".
Sería hasta el 30 de septiembre de 1899, que Cananea empieza a explotar todo su potencial como uno de los centros mineros más importantes del mundo, ya que en esta fecha William Cornell Greene funda y constituye la empresa "The Cananea Consolidated Copper Company, S.A." (conocida como las 4-C o CCCC), empresa que catapultaría al éxito minero de la entidad, con la extracción y tratamiento del Cobre.

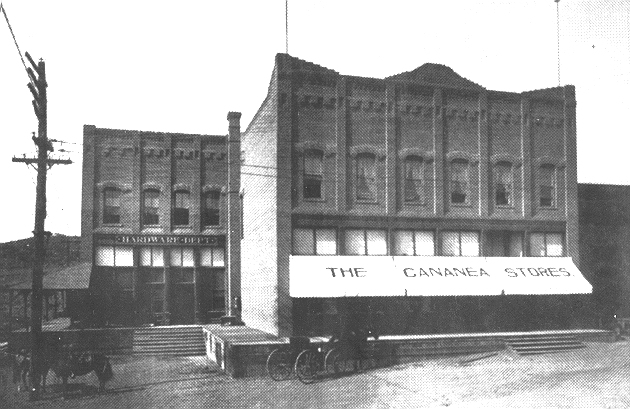
Tienda de raya construida en 1901 propiedad de la Cananea Consolidated Copper Company.

Para el 8 de octubre de 1901 Cananea se constituye como cabecera municipal pero aun siendo dependiente del municipio de Fronteras, hasta el 31 de octubre de 1901 cuando se le otorga la categoría de municipio, categoría que conserva hasta la actualidad. Sin embargo habría cambios desde esa fecha en el municipio, pues hay que aclarar el hecho de que en junio de 1937 sufriría la separación de un poblado que más adelante se convertiría en el municipio de Naco, Sonora, para así pasar a tomar su fisonomía actual.

### Esplendor minero

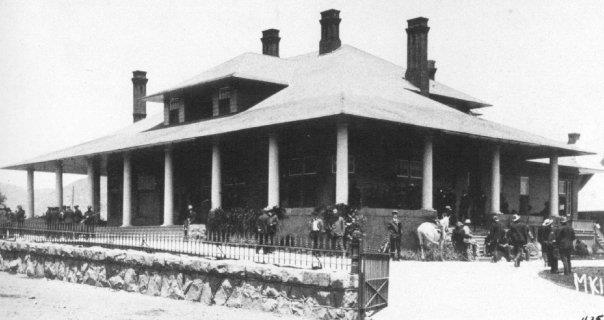
Casa Greene Donde vivía William Cornell Greene

The Cananea Consolidated Copper Company, S.A., comandada por el coronel William Cornell Greene, adquirió las principales minas de la ciudad en 1899, minas como "El Capote", "El Oversight", "Cobre Grande" y "Puertecitos", pasarían a formar parte de lo que después se convertiría en uno de los más grandes monopolios mineros de todos los tiempos, que traería con él la consolidación de las operaciones mineras en Cananea y el reconocimiento mundial de la ciudad.
Gracias a la inversión generada por la adquisición de la CCCC los ojos de Estados Unidos y del resto de México voltearon a Cananea, los primeros avances se dieron en el campo de la fundición de mineral, se introdujeron nuevas técnicas y tecnologías revolucionarias para la época. 
Se inauguraría la primera línea del ferrocarril Cananea-Naco, comunicando a Cananea con distintos puntos de Estados Unidos y México. Algunos edificios, que aún existen en la ciudad, como el famoso Hospital del Ronquillo y el Círculo Social Anáhuac, fueron construidos en esa época, para muchos esta fue la época dorada de Cananea.
Greene moriría en 1911 a causa de un accidente en su carruaje, para 1917 las 4-C fue adquirida por Anaconda Copper Company, esta última fue conocida hasta 1915 como Amalgamated Copper Mining Company y adquirida en 1977 por la Atlantic Richfield Company (ARCO).

### Huelga de Cananea

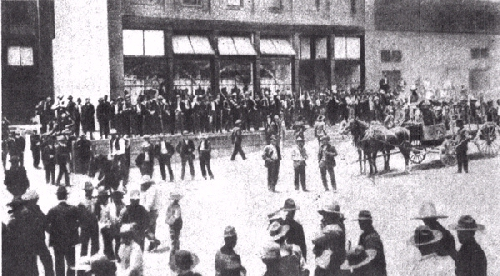
Tienda de raya custodiada por soldados estadounidenses durante la Huelga de Cananea en 1906.

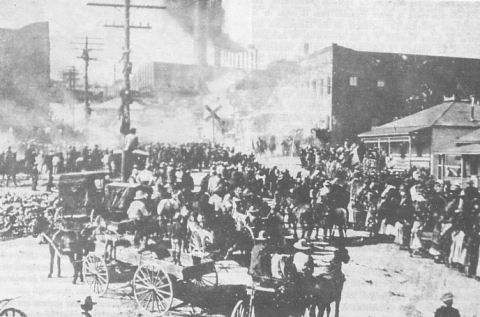
Manifestación de obreros mineros de Cananea.

Quizás el acontecimiento más importante que ha marcado la historia de este municipio, y de México entero, fue la Huelga de Cananea, acto que se llevó a cabo en el año de 1906 cuando un grupo de trabajadores de la Cananea Consolidated Copper Company, en demanda de mejores salarios y jornadas de trabajo más justas, se alzarían en contra de los entonces dueños extranjeros de la compañía minera. Tal fue su impacto que es considerada la huelga más grande registrada en el mineral, y el inicio de la Revolución mexicana (Hecho por el cual algunas personas llaman a Cananea la "Cuna de la Revolución").
Todo empezaría la noche del 1 de junio de 1906, cuando más de 2000 trabajadores de origen mexicano demandarían un salario equitativo al de sus compañeros mineros de Estados Unidos que también laboraban en la CCCC (como se le conocía a la Cananea Consolidated Copper Company), al recibir la negativa de William Cornell Greene, deciden por llamar a Huelga, un acto nunca visto en la historia de México y que vendría a marcar un hito en la época Porfiriana. Los huelguistas portaban como símbolos la bandera nacional de México y un estandarte con un billete de cinco pesos, cantidad demandado como salario mínimo.
La huelga de cananea del 1 de junio de 1906 inicia en la CCCC, tanto por los bajos salarios como por los malos tratos que recibían del personal estadounidense y en particular de algunos capataces. La situación era cada vez más difícil y la tirantez de relaciones aumentaba cada día entre obreros y patrones. Teniendo como líderes a Manuel M. Diéguez y Esteban Baca Calderón.
	Al día siguiente de iniciada la huelga, los trabajadores hacen su pliego petitorio:
Memorándum:
1.- Queda el pueblo pueblo obrero declarado en huelga,
el pueblo obrero se obliga a trabajar sobre las condiciones siguientes:
I. La destitución del empleo del mayordomo Luis (Nivel 19).
II. El mínimo sueldo del obrero será de cinco pesos, con ocho horas de trabajo.
III. En todos los trabajos de la “Cananea Consolidated Copper Co.”, se ocuparán el 75% de mexicanos y el 25% de extranjeros, teniendo los primeros las mismas aptitudes de los segundos.
IV. Poner hombres al cuidado de las jaulas, que tengan nobles sentimientos para evitar toda clase de irritación.
V. Todo mexicano, en los trabajos de esta negociación, tendrán derecho al ascenso, según se lo permitan sus aptitudes.
	El 1 de junio por la tarde se organizó una ordenada manifestación de tres mil trabajadores de la empresa minera. Desfilaron por las calles de la población hasta la maderería de la Cananea Copper, para invitar a los obreros que aún seguían trabajando a unirse al movimiento. Estos lo hicieron desde luego, provocando la ira de los jefes norteamericanos. Los hermanos Metacalf, desde un balcón, arrojaron agua con una manguera sobre los manifestantes.
	La respuesta fue una lluvia de piedras y la contra respuesta un tiro que mató instantáneamente a un obrero. La lucha comenzó. Los dos hermanos Metacalf y diez trabajadores mexicanos murieron en el primer encuentro. La lucha se reanudó en más de una ocasión durante el día y el siguiente. De un lado el gobernador del Estado de Sonora, Rafael Izábal, que había llegado a Cananea con alrededor de 100 hombres, las autoridades locales, los empleados extranjeros y sus jefes de la compañía, el cónsul estadounidense, 275 soldados estadounidenses del Estado de Arizona al mando del coronel Rining, que cruzó la frontera a petición del gobernador sonorense y del cónsul estadounidense. Y del otro lado los 5,000 trabajadores de las minas de cobre. Aquellos perfectamente armados; éstos, prácticamente sin armas. Por lo que asaltaron los montepíos y se apoderaron de algunos rifles, escopetas y pistolas, pero pronto se les agotó el parque y quedaron indefensos......
	Silva Herzog Jesús. Breve historia de la revolución mexicana. 1960 reimpresión 1980. Fondo de cultura económica. México. Tomo I. pág. 53-55.
El movimiento estaría encabezado por los trabajadores Juan José Ríos, Manuel M. Diéguez y Esteban Baca Calderón, quienes llamarían a sus compañeros mineros al cese de actividades laborales justo al momento de salir de las oficinas de negociación con la negativa de Greene. 
Una vez iniciado el movimiento de huelga la masa de trabajadores se dirigía a protestar cuando al pasar a un costado de la maderería de la compañía se empezaron a oír las descargas de fusiles, los trabajadores estadounidenses tomaron armas y atentaron en contra de los huelguistas, en este acto murieron dos de los huelguistas y varios más resultarían heridos. En respuesta a esta agresión los mineros mexicanos atacaron con lo que disponían en el momento y a pedradas matarían a varios mineros estadounidenses entre ellos William Metcalf, Conrad Kubler, Bert Rusler y los hermanos George, lo que desataría por completo la guerra entre mineros de las dos nacionalidades. Los trabajadores estadounidenses persiguieron a los mexicanos a lo largo del pueblo expulsándolos hacia la serranía de los alrededores, sin embargo en su camino los mexicanos lograron quemar la maderería donde estos laboraban. 
En protesta por estos actos el cónsul estadounidense pidió apoyo al gobierno del vecino estado de Arizona, en respuesta a su petición se envió un grupo de Rangers para controlar la situación, así el 2 de junio estos entrarían a territorio Cananense armados y con la única misión de matar a todo aquel huelguista que pusiera objeción. Para el 3 de junio el movimiento estaba casi controlado, los líderes mineros como Baca Calderón fueron aprendidos y enviados a prisión en San Juan de Ulúa, el saldo que arrojaron las dos jornadas de lucha había sido de 23 muertos y 22 heridos, más de 50 personas detenidas y cientos que huyeron por temor.
El 4 de junio las actividades mineras regresarían a su normalidad, los trabajadores fueron sometidos y la incompetencia del entonces gobernador de Sonora Rafael Izábal se dejó ver, sin embargo el primer destello de luz de la Revolución se había dado en un pequeño poblado al norte del Estado de Sonora.

### Después de la CCCC
- 1926: La Mina la Colorada empezaría a entrar en función, y con ella el despegue de la Anaconda Copper Mining Company que se hundía por la crisis que vivía Estados Unidos durante esa época.

- Década de 1940: Se inicia la explotación minera mediante minado a cielo abierto, al primer tajo se le llamó "Tajo La Colorada".

- 1948: Inician los envíos a Cobre de México, S.A., localizada en la Ciudad de México. Cálculos demuestran que a partir de entonces Cananea ha abastecido más del 50% del cobre que el país ha requerido para su industrialización.

- Década de 1960: Inicia operaciones el Tajo Cananea.

- 1964: Se suspenden los minados por métodos subterráneos.

- 1966: Se instala la Computadora digital IBM 360-20 con el Ing. de Sistemas Sergio Maeda. Con las aplicaciones de Contabilidad General, Facturación de Servicios Públicos y Control de Inventarios.

- 1971: Se mexicaniza la Compañía Minera de Cananea, S.A. de C.V., The Anaconda Copper Mining Company vende sus acciones. Esto se produce ya que la Ley Minera expedida en 1961 obligaba a empresas extranjeras a mexicanizarse antes de 1986.

- 1989: Compañía Minera de Cananea se declara en quiebra, suspende sus operaciones por casi 3 meses. El ejército toma la ciudad el 19 de agosto, fecha que se conoce como el Domingo Verde.

- 1990: El Grupo México adquirió la minera en quiebra mediante subasta, convirtiendo la Compañía en Mexicana de Cananea, S.A. de C.V.

- 2007: El sindicato minero de la sección 65 se pone en huelga general, arguyendo motivos de mejores medidas de seguridad, pero dificultando cualquier negociación al respecto. El probable motivo de la huelga parece ser presionar a la empresa para desistir acciones legales contra el líder del sindicato Napoleón Gómez Urrutia.
- 2010: Después de tres años de ruina económica para la población de Cananea, la policía federal toma el control de las instalaciones de Mexicana de Cananea tras desalojar a los extrabajadores de la Sección 65 del Sindicato Minero. Las autoridades federales obligaron a los mineros a participar en proceso de liquidación ya que no contaban con argumentos sólidos para mantener su situación de huelga. La nueva realidad de la empresa, fue la creación de un sindicato a modo formado por el gobierno federal en la figura de Javier Lozano y por Grupo México de Germán Larrea. Los mineros pertenecientes a la sección 65 del SNTMMSRM continúan en lucha pretendiendo recuperar el trabajo que ellos mismos rechazaron apoyando a su líder Napoleón Gómez Urrutia que despojó a cientos de mineros de la parte que les correspondía (52 millones de dólares) de la privatización de la empresa en 1990.

### Actualidad
Actualmente Cananea es uno de los centros mineros más importantes de México[cita requerida], durante 2015 se movieron más de 283 millones de toneladas de material para producir 142 mil toneladas de cobre en concentrados (SEC Annual Report, 2015). La compañía sigue siendo la fuente de trabajo principal del municipio, sin embargo Cananea ha crecido demasiado estos últimos años[cita requerida] y la mina no sigue dando tantas fuentes de trabajo, por lo cual recientemente se ha originado una gran emigración hacia ciudades aledañas o incluso al vecino país del norte, Estados Unidos[cita requerida].
La mina de Cananea cuenta con las segundas mayores reservas de cobre metálico en el mundo, solo detrás de la Mina La Econdida, en Chile, ya que cuenta con 26.874 millones de toneladas de cobre.
Algunos sitios de interés son: 
Casa Greene construida por el coronel William C. Greene, fundador de la empresa The Cananea Consolidated Copper Company con materiales nacionales e importados de Francia y Estados Unidos, incluyendo vitrales originales fabricados por Tiffany & Co. de Nueva York. Actualmente funciona como casa de huéspedes por el observatorio Guillermo Haro.
Rancho Cerro Colorado ubicado sobre la ruta del río Sonora, es una propiedad acondicionada para el turismo campestre y cinegético. Además podrás conocer su reserva ecológica donde abundan los búfalos. 
Templo de Nuestra Señora de Guadalupe, la parroquia local construida desde 1903.
Palacio Municipal, sede del ayuntamiento construido en 1903.
Ojo de Agua Arvayo con origen en el Río Sonora es el principal proveedor de agua en Cananea y de la industria minera. Es el arranque de un precioso e interesante paseo por el cauce del río, en el cual se pueden admirar hermosos paisajes, corrientes de agua y abundante vegetación.

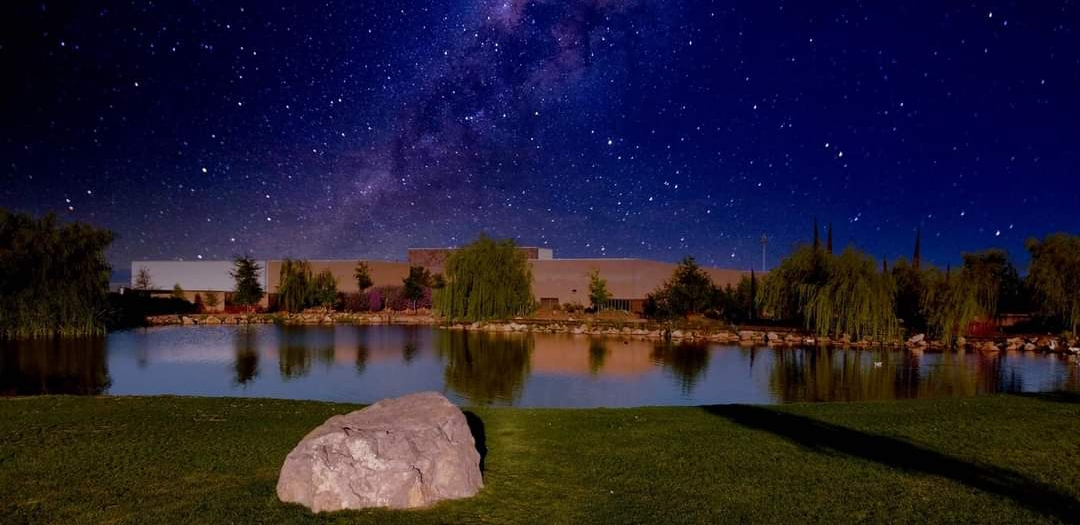
Parque Tamosura construido en 2014 Para Beneficio de los Cananenses.

Buenavista del Cobre mina que inicia operaciones en 1860. El mineral obtenido en este recinto es el cobre. Cuenta con los procesos más modernos de extracciones existentes a nivel mundial. En ella se realizan visitas guiadas para grupos escolares y turísticos.
Museo de la Lucha Obrera edificación muy conocida y reconocida como la Cárcel de Cananea, en ella fueron prisioneros los obreros que dieron inicio y encabezaron el movimiento de 1906, hoy motivo de gran orgullo para la comunidad. Su construcción fue hecha en 1902, en la actualidad se conserva como Monumento Nacional Histórico en donde se exhiben objetos del siglo pasado y antepasado.
Reservas Forestales Los Ajos a solo unos minutos sobre la carretera Cananea - Agua prieta, está definida como parque nacional. Los visitantes pueden disfrutar amplia diversidad de actividades relacionadas al turismo cinegético. También "La Mariquita" sierra localizada a un costado de Cananea nombrada así ya en verano todos los años se observan en los árboles principalmente en los pinos, a miles de estos pequeños insectos conocidos como “Mariquitas” que por su belleza causan siempre admiración, y aumentan la belleza de los hermosos paisajes de la sierra. que recientemente fue considerada somo reserva Forestal que aloja el Observatorio Astrofísico llamado  "Guillermo Haro"
Observatorio Astrofísico Dr. Guillermo Haro Barraza Considerado el segundo en tamaño e importancia en América Latina. Se ubica a 2,640 m sobre el nivel del mar y anualmente es visitado por más de dos mil personas.
Cañón de Evans bello lugar donde se puede acampar, descansar y liberarse del estrés en un entorno natural y ecológico. Se localiza a tan solo 8 km por la carretera que lleva rumbo a Arizpe.
Los Campitos lugar rodeado de pinos y de agua corriente donde el visitante disfruta plenamente del contacto con la naturaleza. Está localizado a 8 km de la ciudad por la carretera Cananea - Ímuris.

## Localización

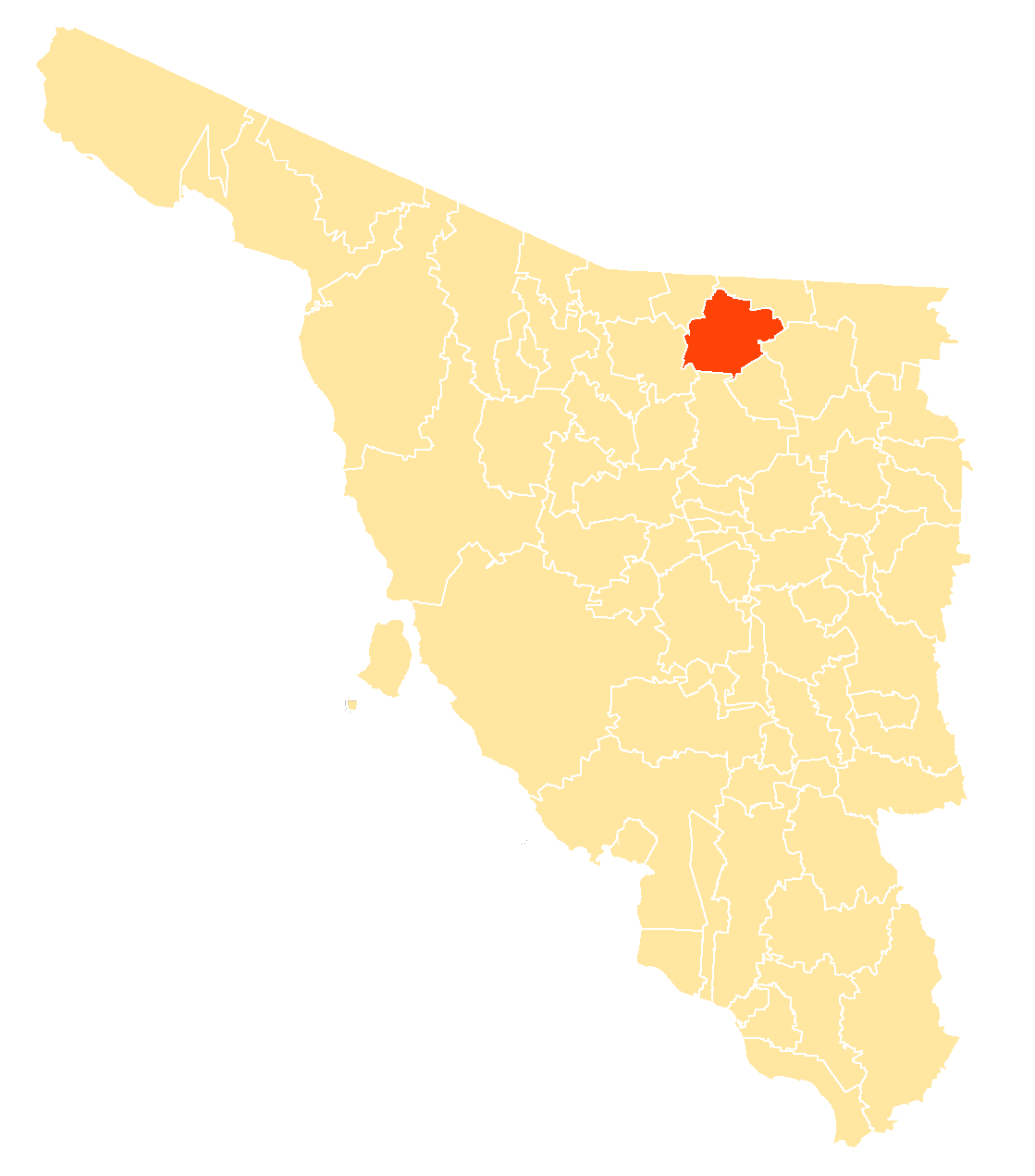
Localización del municipio de Cananea en Sonora.

El municipio está ubicado al norte del estado de Sonora. Colinda al norte con los Estados Unidos, al noroeste con el municipio de Naco, al sur con Arizpe, al suroeste con Bacoachi, y al oeste con Imuris y Santa Cruz.

## Geografía
El municipio de Cananea se encuentra localizado en una zona totalmente montañosa, se extiende en la región septentrional del estado, parte dominante del sistema orográfico. Las serranías más importantes son las de "Manzanal", "Los Ajos", "Elenita", "Magallanes", "Azul" y "La Mariquita", en esta última, en su parte más elevada se encuentra el Observatorio Guillermo Haro , perteneciente al Instituto Nacional de Astrofísica, Óptica y Electrónica (INAOE).
Por el municipio pasan varios arroyos y ríos, entre los que destacan los ríos Sonora, Bacanuchi y San Pedro.

## Clima

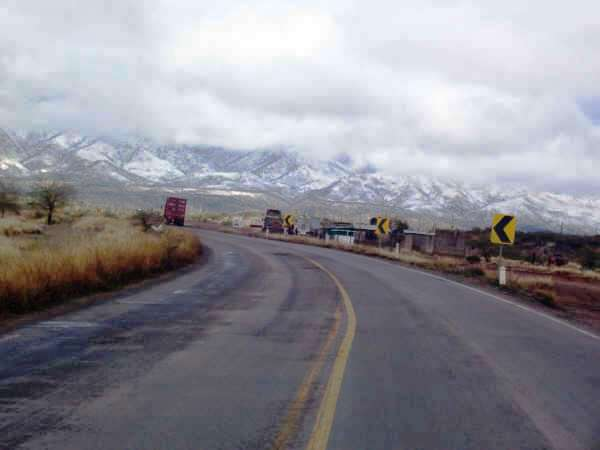
Nevada en Imuris en febrero del 2008 en la carretera a Cananea.

A contraste con la mayoría del Estado de Sonora, donde el clima es muy caliente y el paisaje es desértico, Cananea según la clasificación climática de Köppen tiene un clima mediterráneo, en la ciudad y la mina es Mediterráneo típico (Csa), mientras que en la sierra adyacente es Mediterráneo oceánico (Csb), en la ciudad se cuenta con una temperatura promedio anual de 15 °C. Durante los meses de diciembre y enero, se pueden llegar a registrar nevadas en la ciudad e intensas heladas.
Atípicamente en el tipo de clima mediterráneo, la estación seca ocurre en primavera y principios del verano. Durante el invierno las lluvias son menos intensas, pero de mayor duración llamadas “equipatas”, en los meses de febrero, marzo y abril se llegan a presentar frecuentemente heladas, granizadas y en ocasiones también nevadas. Mientras que la temporada de lluvias ocurre a mediados o finales del verano y en otoño, el periodo de lluvias se presenta en verano en los meses de julio a septiembre, contándose con precipitación media anual de 586 milímetros.
Tiene una temperatura media máxima mensual de 23.5 °C en los meses de junio a septiembre y con una temperatura media mínima mensual de -2.4 °C en diciembre y enero; la temperatura media anual es de 15.3 °C.
Su temperatura más baja fue registrada el 8 de diciembre de 1978 y fue de -21 °C, mientras que la más alta ocurrió el 20 de junio de 1960 y fue de 45 °C. En el 2007, se iguala la marca al llegar por 3 días consecutivos a los 45 °C del 15 de junio al 17 del mismo mes del año 2007, siendo uno de los meses más calurosos en más de 30 años.
| Parámetros climáticos promedio de Heroica Cananea, Sonora (1951-2010)           | Parámetros climáticos promedio de Heroica Cananea, Sonora (1951-2010) | Parámetros climáticos promedio de Heroica Cananea, Sonora (1951-2010) | Parámetros climáticos promedio de Heroica Cananea, Sonora (1951-2010) | Parámetros climáticos promedio de Heroica Cananea, Sonora (1951-2010) | Parámetros climáticos promedio de Heroica Cananea, Sonora (1951-2010) | Parámetros climáticos promedio de Heroica Cananea, Sonora (1951-2010) | Parámetros climáticos promedio de Heroica Cananea, Sonora (1951-2010) | Parámetros climáticos promedio de Heroica Cananea, Sonora (1951-2010) | Parámetros climáticos promedio de Heroica Cananea, Sonora (1951-2010) | Parámetros climáticos promedio de Heroica Cananea, Sonora (1951-2010) | Parámetros climáticos promedio de Heroica Cananea, Sonora (1951-2010) | Parámetros climáticos promedio de Heroica Cananea, Sonora (1951-2010) | Parámetros climáticos promedio de Heroica Cananea, Sonora (1951-2010) |
| Mes                                                                             | Ene.                                                                  | Feb.                                                                  | Mar.                                                                  | Abr.                                                                  | May.                                                                  | Jun.                                                                  | Jul.                                                                  | Ago.                                                                  | Sep.                                                                  | Oct.                                                                  | Nov.                                                                  | Dic.                                                                  | Anual                                                                 |
| ------------------------------------------------------------------------------- | --------------------------------------------------------------------- | --------------------------------------------------------------------- | --------------------------------------------------------------------- | --------------------------------------------------------------------- | --------------------------------------------------------------------- | --------------------------------------------------------------------- | --------------------------------------------------------------------- | --------------------------------------------------------------------- | --------------------------------------------------------------------- | --------------------------------------------------------------------- | --------------------------------------------------------------------- | --------------------------------------------------------------------- | --------------------------------------------------------------------- |
| Temp. máx. abs. (°C)                                                            | 23.0                                                                  | 28.0                                                                  | 29.0                                                                  | 39.0                                                                  | 39.0                                                                  | 45.0                                                                  | 42.0                                                                  | 39.0                                                                  | 40.0                                                                  | 33.0                                                                  | 29.4                                                                  | 27.0                                                                  | 45.0                                                                  |
| Temp. máx. media (°C)                                                           | 13.5                                                                  | 16.2                                                                  | 17.9                                                                  | 22.7                                                                  | 26.6                                                                  | 31.7                                                                  | 30.7                                                                  | 29.6                                                                  | 27.9                                                                  | 24.4                                                                  | 18.3                                                                  | 14.0                                                                  | 22.9                                                                  |
| Temp. media (°C)                                                                | 8.5                                                                   | 10.0                                                                  | 11.4                                                                  | 15.5                                                                  | 19.3                                                                  | 23.9                                                                  | 23.9                                                                  | 23.4                                                                  | 21.4                                                                  | 17.8                                                                  | 12.4                                                                  | 8.7                                                                   | 16.4                                                                  |
| Temp. mín. media (°C)                                                           | -1                                                                    | 3.7                                                                   | 4.8                                                                   | 8.3                                                                   | 11.9                                                                  | 16.1                                                                  | 17.1                                                                  | 17.2                                                                  | 15.0                                                                  | 11.2                                                                  | 6.4                                                                   | 0.5                                                                   | 9.8                                                                   |
| Temp. mín. abs. (°C)                                                            | -14.0                                                                 | -19.5                                                                 | -7.0                                                                  | -4.4                                                                  | 1.0                                                                   | 6.0                                                                   | 8.0                                                                   | 7.0                                                                   | 5.0                                                                   | -2.5                                                                  | -5.0                                                                  | -21.0                                                                 | -21.0                                                                 |
| Precipitación total (mm)                                                        | 37.6                                                                  | 24.7                                                                  | 23.2                                                                  | 5.2                                                                   | 6.6                                                                   | 15.2                                                                  | 136.6                                                                 | 180                                                                   | 58.0                                                                  | 35.7                                                                  | 19.0                                                                  | 44.1                                                                  | 585.9                                                                 |
| Días de precipitaciones (≥ 0.1 mm)                                              | 3.1                                                                   | 2.1                                                                   | 2.0                                                                   | 0.8                                                                   | 0.9                                                                   | 2.0                                                                   | 13.0                                                                  | 9.5                                                                   | 5.2                                                                   | 2.8                                                                   | 2.2                                                                   | 3.5                                                                   | 47.1                                                                  |
| Días de nevadas (≥ 0.1 cm)                                                      | 1.8                                                                   | 0.8                                                                   | 0.2                                                                   | 0.1                                                                   | 0.0                                                                   | 0.0                                                                   | 0.0                                                                   | 0.0                                                                   | 0.0                                                                   | 0.0                                                                   | 0.0                                                                   | 1.2                                                                   | 4.1                                                                   |
| Fuente: Servicio Meteorológico Nacional. Actualizado el 4 de diciembre de 2016. |                                                                       |                                                                       |                                                                       |                                                                       |                                                                       |                                                                       |                                                                       |                                                                       |                                                                       |                                                                       |                                                                       |                                                                       |                                                                       |

## Demografía
De acuerdo a los datos del Censo de Población y Vivienda realizado en 2020 realizado por el Instituto Nacional de Estadística y Geografía (INEGI), la ciudad tiene un total de 38,113 habitantes, de los cuales 18,888 son hombres y 19,225 son mujeres. En 2020 había 13,857 viviendas, pero de estas 11,180 viviendas estaban habitadas, de las cuales 3063 estaban bajo el cargo de una mujer. Del total de los habitantes, 101 personas mayores de 3 años (0.27% del total) habla alguna lengua indígena; mientras que 345 habitantes (0.91%) se consideran afromexicanos o afrodescendientes.
El 78.91 de sus pobladores pertenece a la religión católica, el 12.56 es cristiano evangélico/protestante o de alguna variante, el 0.03% profesa otra religión mientras que el 8.4% no profesa ninguna religión.

### Educación y salud
Según el Censo de Población y Vivienda de 2020; 110 niños de entre 6 y 11 años (0.29% del total), 105 adolescentes de entre 12 y 14 años (0.28%), 1558 adolescentes de entre 15 y 17 años (4.09%) y 1462 jóvenes de entre 18 y 24 años (3.84%) no asisten a ninguna institución educativa. 235 habitantes de 15 años o más (0.62%) son analfabetas, 319 habitantes de 15 años o más (0.84%) no tienen ningún grado de escolaridad, 969 personas de 15 años o más (2.54%) lograron estudiar la primaria pero no la culminaron, 893 personas de 15 años o más (2.34%) iniciaron la secundaria sin terminarla, teniendo la ciudad un grado de escolaridad de 10.6.
La cantidad de población que no está afiliada a un servicio de salud es de 3297 personas, es decir, el 8.65% del total, de lo contrario el 91.27% sí cuenta con un seguro médico ya sea público o privado. Con datos del mismo censo, 1546 personas (4.06%) tienen alguna discapacidad o límite motriz para realizar sus actividades diarias, mientras que 430 habitantes (1.13%) poseen algún problema o condición mental.

## Gobierno
La sede del gobierno municipal se encuentra en la Heroica Ciudad de Cananea siendo esta la cabecera, cuyo ayuntamiento está integrado por un presidente municipal, un síndico, seis regidores de mayoría relativa y cuatro de representación proporcional, elegidos para un periodo de tres años.

### Representación legislativa
Para la elección de diputados locales al Congreso del Estado de Sonora y de diputados federales a la Cámara de Diputados de México el municipio se encuentra integrado en los siguientes distritos electorales:
- Local:
  - XVIII Distrito Electoral del Congreso del Estado de Sonora con cabecera en Cananea Mismo Municipio

- Federal:
  - II Distrito Electoral Federal de Sonora de la Cámara de Diputados de México, con cabecera en Heroica Nogales.[9]

### Cronología presidentes municipales
| 1901-1903   | Manuel Larrañaga                  | - |
| 1903-1905   | Ignacio Macmanus                  | - |
| 1905-1907   | Filiberto Barroso                 | - |
| 1907-1910   | Eduardo R. Arnold                 | - |
| 1910-1911   | Hector lavender león              | 1 |
| 1911-1912   | Ignacio L. Pesqueira              | - |
| 1912-1918   | Manuel M. Diéguez                 | - |
| 1918-1920   | Florentino Rocha                  | - |
| 1920-1921   | Julián S. González                | - |
| 1922-1923   | Salvador Taylor                   | - |
| 1923-1924   | José Figueroa                     | - |
| 1924-1925   | Ramón R. González                 | - |
| 1925-1927   | Dolores Romero                    | - |
| 1927-1928   | Ramón R. González                 | - |
| 1928-1929   | Maximiano Zúñiga                  | - |
| 1929-1931   | Dolores Romero                    |   |
| 1931-1933   | Juan Caro                         |   |
| 1933-1935   | Ignacio F. Loaiza                 |   |
| 1935-1937   | Ramón C. Meneses                  |   |
| 1937-1939   | Jesús M. Molinares                |   |
| 1939-1941   | Alberto Matti                     |   |
| 1941-1943   | José F. Payán                     |   |
| 1943-1946   | Jesús González y González         |   |
| 1946-1949   | Jesús R. Juvera                   |   |
| 1949-1952   | Ramón Guerrero                    |   |
| 1952-1954   | Antonio Fernando Ruíz             |   |
| 1954-1955   | Rogelio Castro Cuen               |   |
| 1955-1958   | Fidel Sánchez Márquez             |   |
| 1958-1961   | Ramón Millanez                    |   |
| 1961-1964   | Jesús Burrola Tolano              |   |
| 1964-1967   | Víctor Manuel Tapia Berkowitz     |   |
| 1967-1970   | Edmundo Navarro Parra             |   |
| 1970-1973   | Roberto Elzy Torres               |   |
| 1973-1976   | Jesús Ahumada Barreda             |   |
| 1976-1979   | Héctor Lavander León              |   |
| 1979-1982   | Roberto Torres Carbajal           |   |
| 1982-1985   | Gildardo Monge Reyes              |   |
| 1985-1988   | Rafael Carrillo Monzón            |   |
| 1988-1991   | Francisco Javier Taddei           |   |
| 1991-1994   | Gildardo Monge Escárcega          |   |
| 1994-1997   | Héctor René Tagles Zavala         |   |
| 1997-2000   | Francisco García Gamez            |   |
| 2000-2003   | Mario César Cuen Aranda           |   |
| 2003-2006   | Francisco García Gamez            |   |
| 2006-2009   | Luis Carlos Cha Flores            |   |
| 2009-2012   | Jesús Reginaldo Moreno García     |   |
| 2012-2015   | Francisco Javier Tarazon Curlango |   |
| 2015-2018   | Fernando Herrera Moreno           |   |
| 2018-2021   | Eduardo Quiroga Jiménez           |   |
| 2021- 2024  | Eduardo Quiroga Jiménez           |   |
| 2024 - 2027 | Esmeralda González Tapia          |   |

### Población histórica
Evolución de la cantidad de habitantes desde el evento censal del año 1910:
| Año           | 1910  | 1921  | 1930   | 1940   | 1950   | 1960   | 1970   | 1980   | 1990   | 1995   | 2000   | 2005   | 2010   | 2020   |
| Población     | 8,909 | 6,974 | 12,932 | 11,006 | 17,892 | 19,683 | 17,518 | 19,551 | 24,967 | 27.614 | 30,515 | 31,067 | 31,560 | 39,451 |
| Fuente: INEGI |       |       |        |        |        |        |        |        |        |        |        |        |        |        |

## Economía
Está claro que la principal actividad económica es la Industria minera, sin embargo, existen varias actividades de igual relevancia en la región como lo son la ganadería y la agricultura.
En agricultura los principales cultivos son: maíz, papa, frijol, sorgo, trigo, alfalfa, cebada y manzano.
En ganadería, la población se enfoca en el ganado bovino principalmente en vacas, vaquillas y toros de las razas charoláis, hereford, angus, brangus y criollo corriente.

## Fiestas y tradiciones

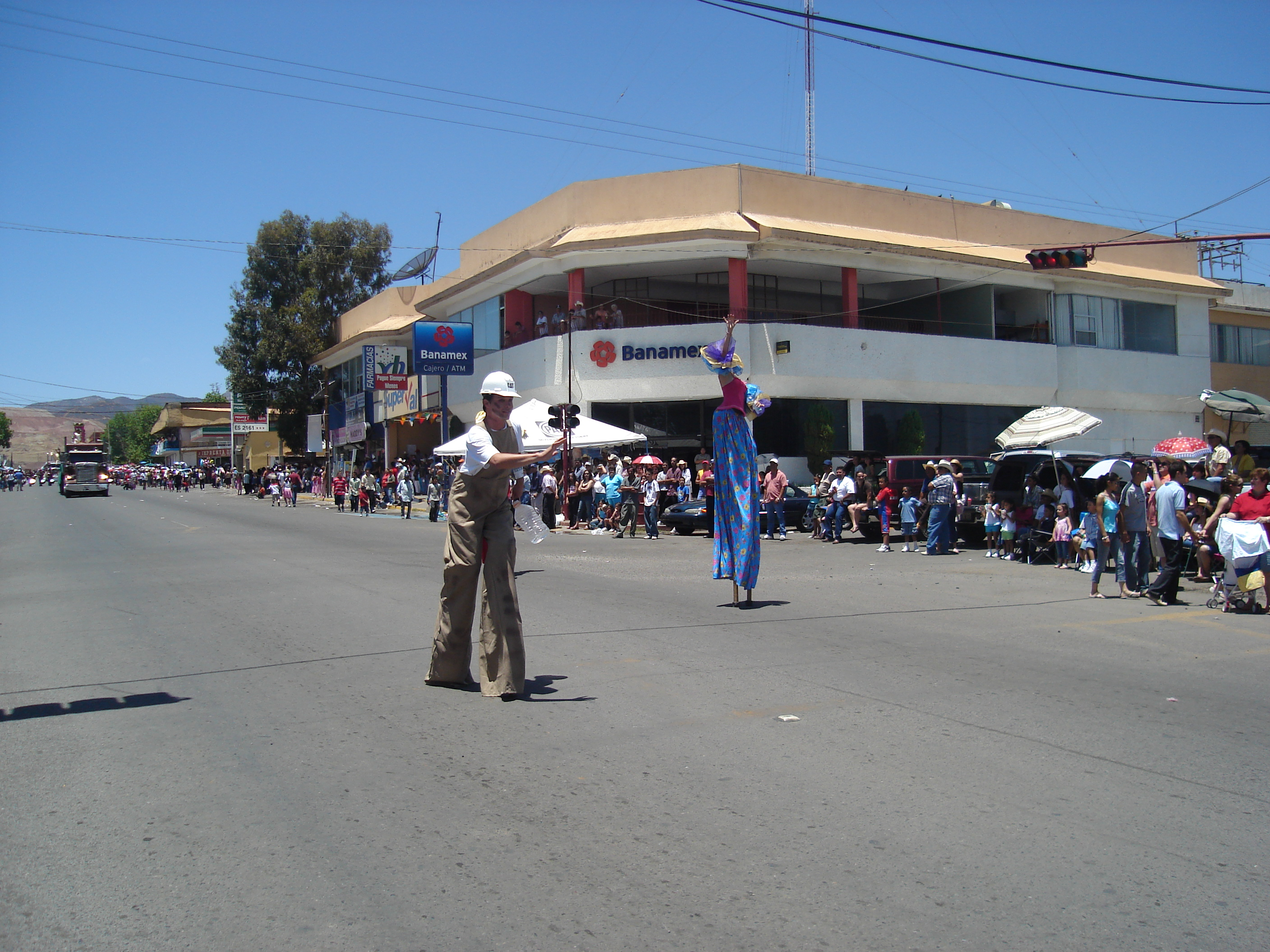
Desfile de la Feria del Cobre.

### Feria del Cobre
La celebración más representativa del municipio se realiza anualmente y se le conoce como Feria del Cobre, la cual se viene organizando desde el año 1941 por parte del Club de Leones de Cananea, A.C., y se lleva a cabo en el mes de junio, entre el segundo domingo y el tercero. Se realizan desfiles, llegan distintos artistas y cantantes de muchas partes y se colocan juegos, atracciones y varios puestos de comida en la Plaza Juárez o en ocasiones en el Parque DIF Municipal.

## Ciudades hermanas
La ciudad pertenece a un programa que se llama ciudades hermanas en el que cada año estudiantes de Cananea y Sierra Vista visitan la ciudad de Radebeul en Alemania. Este programa es organizado por el H. Ayuntamiento de Cananea y el de Sierra Vista. Los estudiantes pertenecientes solamente de preparatoria Lázaro Cárdenas, y no otras viajan de dos a tres semanas en el mes de octubre para asistir a su escuela y participar en sus actividades diarias y así poder observar y conocer las diferentes culturas y tradiciones. Así mismo estudiantes de Radebeul y Sierra Vista visitan la ciudad de Cananea en los meses de febrero, marzo y se generan actividades similares para que puedan gozar de nuestros atractivos y gente.
La ciudad de Cananea está hermanada con 5 ciudades alrededor del mundo:
- Veracruz: Río Blanco (1980)[12][13]
- Arizona: Sierra Vista (1989)[14]
- Sajonia: Radebeul (2004)
- Baja California: Tijuana (2007)[15]
- Arizona: Bisbee (2014)[16][17]